# Septième circonscription du Val-de-Marne
La septième circonscription du Val-de-Marne est l'une des 11 circonscriptions législatives françaises que compte le département du Val-de-Marne (94) situé en région Île-de-France.

## Description géographique et démographique

### De 1967 à 1986
Ancienne quarante-sixième circonscription de la Seine.

### Depuis 1988
La septième circonscription du Val-de-Marne est initialement délimitée par le découpage électoral de la loi no 86-1197 du 24 novembre 1986
, elle regroupe les divisions administratives suivantes : 
- le canton de Nogent-sur-Marne ;
- le canton de Joinville-le-Pont ;
- le canton de Champigny-sur-Marne-Ouest ;
- le canton de Saint-Maur-des-Fossés-Ouest.

D'après le recensement général de la population en 1999, réalisé par l'Institut national de la statistique et des études économiques (INSEE), la population totale de cette circonscription est estimée à 86 876 habitants,.

### Depuis 2010
La circonscription est supprimée lors du redécoupage des circonscriptions législatives françaises de 2010 et la douzième circonscription du Val-de-Marne prend alors le nom de « septième circonscription du Val-de-Marne » laissé libre. Elle regroupe les divisions administratives suivantes : 
- le canton de Chevilly-Larue ;
- le canton de Fresnes ;
- le canton de L'Haÿ-les-Roses ;
- le canton de Thiais.

## Historique des députations
| Législature | Début de mandat | Fin de mandat  | Député                | Parti politique | Observations |
| ----------- | --------------- | -------------- | --------------------- | --------------- | --- |
| IXe         | 23 juin 1988    | 1er avril 1993 | Roland Nungesser      | RPR             | maire de Nogent-sur-Marne |
| Xe          | 2 avril 1993    | 21 avril 1997  | Roland Nungesser,     | RPR,            | maire de Nogent-sur-Marne Mandat écourté à la suite d'une dissolution parlementaire décidée par Jacques Chirac.                            |
| XIe         | 12 juin 1997    | 18 juin 2002   | Pierre Aubry          | RPR             | maire de Joinville-le-Pont |
| XIIe        | 19 juin 2002    | 19 juin 2007   | Marie-Anne Montchamp, | UMP,            | maire-adjointe de Nogent-sur-Marne au gouvernement de 2004 à 2005, remplacée durant cette période par Olivier Dosne (UMP)                  |
| XIIIe       | 20 juin 2007    | 19 juin 2012   | Marie-Anne Montchamp  | UMP             | |
| XIVe        | 20 juin 2012    | 20 juin 2017   | Jean-Jacques Bridey   | PS              | |
| XVe         | 21 juin 2017    | 21 juin 2022   | Jean-Jacques Bridey   | LREM            | Président de la commission de la défense (2017-2019)                                                                                       |
| XVIe        | 22 juin 2022    | 9 juin 2024    | Rachel Keke           | LFI             | Première femme de chambre à être élue députée de la Mandat écourté à la suite d'une dissolution parlementaire décidée par Emmanuel Macron. |
| XVIIe       | 7 juillet 2024  | En cours       | Vincent Jeanbrun      | LDR ( LR)       | Maire de Haÿ-les-Roses depuis 2014. A vu son domicile attaqué lors des émeutes consécutives à la mort de Nahel Merzouk.                    |

## Historique des élections

### Élections de 1967
| Candidat           | Candidat                | Parti          | Premier tour | Premier tour | Second tour | Second tour |  |
| Candidat           | Candidat                | Parti          | Voix         | %            | Voix        | %           |  |
| ------------------ | ----------------------- | -------------- | ------------ | ------------ | ----------- | ----------- |  |
|                    | Robert-André Vivien élu | UD-Ve          | 23 775       | 41,55        | 30 407      | 59,03       |  |
|                    | Roger Mario             | PCF            | 12 429       | 21,72        | 21 100      | 40,97       |  |
|                    | Jean-Claude Delarue     | FGDS (SFIO)    | 7 630        | 13,33        | Retrait     | Retrait     |  |
|                    | François Guérard        | CD (PDM)       | 6 937        | 12,12        |             |             |  |
|                    | Maurice Quinson         | Modérés        | 5 231        | 9,14         |             |             |  |
|                    | Pierre Roudier          | ARLP           | 1 224        | 2,14         |             |             |  |
|                    |                         |                |              |              |             |             |  |
| Inscrits           | Inscrits                | Inscrits       | 69 612       | 100,00       | 69 598      | 100,00      |  |
| Abstentions        | Abstentions             | Abstentions    | 11 413       | 16,4         | 14 732      | 21,17       |  |
| Votants            | Votants                 | Votants        | 58 199       | 83,6         | 54 866      | 78,83       |  |
| Blancs et nuls     | Blancs et nuls          | Blancs et nuls | 973          | 1,67         | 3 359       | 6,12        |  |
| Exprimés           | Exprimés                | Exprimés       | 57 226       | 98,33        | 51 507      | 93,88       |  |
| Source : Data.gouv |                         |                |              |              |             |             |  |

Le suppléant de Robert-André Vivien était Jean Versini, pharmacien à Vincennes.

### Élections de 1968
| Candidat           | Candidat                          | Parti          | Premier tour | Premier tour | Second tour | Second tour |  |
| Candidat           | Candidat                          | Parti          | Voix         | %            | Voix        | %           |  |
| ------------------ | --------------------------------- | -------------- | ------------ | ------------ | ----------- | ----------- |  |
|                    | Robert-André Vivien sortant réélu | UDR (URP)      | 25 996       | 47,99        | 30 278      | 63,81       |  |
|                    | Louis Bayeurte                    | PCF            | 11 555       | 21,33        | 17 175      | 36,19       |  |
|                    | François Guérard                  | CD (PDM)       | 9 234        | 17,05        | Retrait     | Retrait     |  |
|                    | Charles Delaurent                 | FGDS (CIR)     | 3 149        | 5,81         |             |             |  |
|                    | Jean-Pierre Januard               | PSU            | 3 047        | 5,62         |             |             |  |
|                    | Elio Tamburini                    | TD             | 585          | 1,08         |             |             |  |
|                    | Jacques J. Bayon                  | Modérés        | 338          | 0,62         |             |             |  |
|                    | Jacques Durieux                   | Modérés        | 267          | 0,49         |             |             |  |
|                    |                                   |                |              |              |             |             |  |
| Inscrits           | Inscrits                          | Inscrits       | 67 934       | 100,00       | 67 934      | 100,00      |  |
| Abstentions        | Abstentions                       | Abstentions    | 13 290       | 19,56        | 17 805      | 26,21       |  |
| Votants            | Votants                           | Votants        | 54 644       | 80,44        | 50 129      | 73,79       |  |
| Blancs et nuls     | Blancs et nuls                    | Blancs et nuls | 473          | 0,87         | 2 676       | 5,34        |  |
| Exprimés           | Exprimés                          | Exprimés       | 54 171       | 99,13        | 47 453      | 94,66       |  |
| Source : Data.gouv |                                   |                |              |              |             |             |  |

Le suppléant de Robert-André Vivien était Roland Vernaudon, de Saint-Mandé. Roland Vernaudon remplaça Robert-André Vivien, nommé membre du gouvernement, du 23 juillet 1969 au 1er avril 1973.

### Élections de 1973
| Candidat           | Candidat                          | Parti          | Premier tour | Premier tour | Second tour | Second tour |  |
| Candidat           | Candidat                          | Parti          | Voix         | %            | Voix        | %           |  |
| ------------------ | --------------------------------- | -------------- | ------------ | ------------ | ----------- | ----------- |  |
|                    | Robert-André Vivien sortant réélu | UDR (URP)      | 20 305       | 36,17        | 30 000      | 56,57       |  |
|                    | Louis Bayeurte                    | PCF            | 13 351       | 23,78        | 23 027      | 43,43       |  |
|                    | François Guérard                  | MR (CNIP)      | 11 451       | 20,4         | Retrait     | Retrait     |  |
|                    | Jean-François Collet              | PS (UGSD)      | 6 618        | 11,79        |             |             |  |
|                    | Henri Saigre                      | PSU            | 1 898        | 3,38         |             |             |  |
|                    | Guy Charasse                      | FN             | 1 516        | 2,7          |             |             |  |
|                    | Humbert Pietrunti                 | LO             | 997          | 1,78         |             |             |  |
|                    |                                   |                |              |              |             |             |  |
| Inscrits           | Inscrits                          | Inscrits       | 70 253       | 100,00       | 70 247      | 100,00      |  |
| Abstentions        | Abstentions                       | Abstentions    | 13 256       | 18,87        | 14 009      | 19,94       |  |
| Votants            | Votants                           | Votants        | 56 997       | 81,13        | 56 238      | 80,06       |  |
| Blancs et nuls     | Blancs et nuls                    | Blancs et nuls | 861          | 1,51         | 3 211       | 5,71        |  |
| Exprimés           | Exprimés                          | Exprimés       | 56 136       | 98,49        | 53 027      | 94,29       |  |
| Source : Data.gouv |                                   |                |              |              |             |             |  |

Le suppléant de Robert-André Vivien était Roland Vernaudon.

### Élections de 1978
| Candidat       | Candidat                          | Parti             | Premier tour | Premier tour | Second tour | Second tour |  |
| Candidat       | Candidat                          | Parti             | Voix         | %            | Voix        | %           |  |
| -------------- | --------------------------------- | ----------------- | ------------ | ------------ | ----------- | ----------- |  |
|                | Robert-André Vivien sortant réélu | RPR               | 15 823       | 26,37        | 34 464      | 58,98       |  |
|                | Jean Clouet                       | UDF (PR)          | 15 330       | 25,55        | Retrait     | Retrait     |  |
|                | Louis Bayeurte                    | PCF               | 12 596       | 20,99        | 23 970      | 41,02       |  |
|                | Jean-François Collet              | PS                | 9 022        | 15,03        |             |             |  |
|                | Gisèle Chaleyat                   | Écologie 78       | 2 243        | 3,74         |             |             |  |
|                | Christian Bourdin                 | Divers droite     | 1 004        | 1,68         |             |             |  |
|                | Nicole Pépin-Malherbe             | PFN               | 844          | 1,41         |             |             |  |
|                | Albert Bunelier                   | MRG               | 841          | 1,40         |             |             |  |
|                | Jean-Pierre Dones                 | MDD               | 667          | 1,11         |             |             |  |
|                | Monique Duteil                    | PSU (FA)          | 609          | 1,01         |             |             |  |
|                | Jacques Lainez                    | LO                | 504          | 0,86         |             |             |  |
|                | Pierre Dubois                     | Divers écologiste | 218          | 0,36         |             |             |  |
|                | Alain Ouzou                       | Extrême droite    | 182          | 0,30         |             |             |  |
|                | Patrick Faure                     | FRP               | 110          | 0,18         |             |             |  |
|                |                                   |                   |              |              |             |             |  |
| Inscrits       | Inscrits                          | Inscrits          | 75 623       | 100,00       | 75 823      | 100,00      |  |
| Abstentions    | Abstentions                       | Abstentions       | 15 119       | 19,99        | 15 115      | 19,93       |  |
| Votants        | Votants                           | Votants           | 60 504       | 80,01        | 60 708      | 80,07       |  |
| Blancs et nuls | Blancs et nuls                    | Blancs et nuls    | 499          | 0,82         | 2 274       | 3,75        |  |
| Exprimés       | Exprimés                          | Exprimés          | 60 005       | 99,18        | 58 434      | 96,25       |  |

Le suppléant de Robert-André Vivien était Roland Vernaudon.

### Élections de 1981
| Candidat       | Candidat                          | Parti             | Premier tour | Premier tour | Second tour | Second tour |  |
| Candidat       | Candidat                          | Parti             | Voix         | %            | Voix        | %           |  |
| -------------- | --------------------------------- | ----------------- | ------------ | ------------ | ----------- | ----------- |  |
|                | Robert-André Vivien sortant réélu | RPR (UNM)         | 25 428       | 49,51        | 28 275      | 53,73       |  |
|                | Marie-Françoise Gérard            | PS                | 12 276       | 23,90        | 24 345      | 46,27       |  |
|                | Louis Bayeurte                    | PCF               | 10 599       | 20,64        | Retrait     | Retrait     |  |
|                | Anne Franchomme                   | Divers écologiste | 1 600        | 3,11         |             |             |  |
|                | Albert Bunelier                   | MRG               | 814          | 1,58         |             |             |  |
|                | Catherine-Micheline Balazs        | PSU               | 644          | 1,25         |             |             |  |
|                |                                   |                   |              |              |             |             |  |
| Inscrits       | Inscrits                          | Inscrits          | 75 615       | 100,00       | 75 615      | 100,00      |  |
| Abstentions    | Abstentions                       | Abstentions       | 23 762       | 31,42        | 22 176      | 29,33       |  |
| Votants        | Votants                           | Votants           | 51 853       | 68,58        | 53 439      | 70,67       |  |
| Blancs et nuls | Blancs et nuls                    | Blancs et nuls    | 492          | 0,95         | 819         | 1,53        |  |
| Exprimés       | Exprimés                          | Exprimés          | 51 361       | 99,05        | 52 620      | 98,47       |  |

Le suppléant de Robert-André Vivien était Roland Vernaudon.

### Élections de 1988
| Candidat       | Candidat                       | Parti             | Premier tour | Premier tour | Second tour | Second tour |  |
| Candidat       | Candidat                       | Parti             | Voix         | %            | Voix        | %           |  |
| -------------- | ------------------------------ | ----------------- | ------------ | ------------ | ----------- | ----------- |  |
|                | Roland Nungesser sortant réélu | RPR (URC)         | 16 824       | 48,64        | 11 372      | 60,08       |  |
|                | Henri Morel                    | PS                | 8 690        | 25,12        | 14 199      | 39,92       |  |
|                | Guy Poussy                     | PCF               | 3 838        | 11,1         |             |             |  |
|                | Charles Garcelon               | FN                | 3 541        | 10,24        |             |             |  |
|                | Michèle Perrigueux             | Divers écologiste | 1 618        | 4,68         |             |             |  |
|                | Simone Jezo                    | POE               | 77           | 0,22         |             |             |  |
|                |                                |                   |              |              |             |             |  |
| Inscrits       | Inscrits                       | Inscrits          | 53 823       | 100,00       | 53 825      | 100,00      |  |
| Abstentions    | Abstentions                    | Abstentions       | 18 930       | 35,17        | 17 453      | 32,43       |  |
| Votants        | Votants                        | Votants           | 34 893       | 64,83        | 36 372      | 67,57       |  |
| Blancs et nuls | Blancs et nuls                 | Blancs et nuls    | 305          | 0,87         | 801         | 2,2         |  |
| Exprimés       | Exprimés                       | Exprimés          | 34 588       | 99,13        | 35 571      | 97,8        |  |

Le suppléant de Roland Nungesser était Pierre Aubry, conseiller général DVD, maire de Joinville-le-Pont.

### Élections de 1993
| Candidat       | Candidat                       | Parti             | Premier tour | Premier tour | Second tour | Second tour |  |
| Candidat       | Candidat                       | Parti             | Voix         | %            | Voix        | %           |  |
| -------------- | ------------------------------ | ----------------- | ------------ | ------------ | ----------- | ----------- |  |
|                | Roland Nungesser sortant réélu | RPR (UPF)         | 16 807       | 47,1         | 20 951      | 64,37       |  |
|                | Jean-Louis Besnard             | PS (ADFP)         | 4 631        | 12,98        | 11 599      | 35,63       |  |
|                | Jean Luciani                   | FN                | 4 580        | 12,84        |             |             |  |
|                | Loïc Le Guénédal               | GÉ (EÉ)           | 3 755        | 10,52        |             |             |  |
|                | Guy Poussy                     | PCF               | 3 427        | 9,6          |             |             |  |
|                | Michel Laval                   | Divers écologiste | 1 016        | 2,85         |             |             |  |
|                | Anne-Marie Bracco              | LT-LNÉ            | 841          | 2,36         |             |             |  |
|                | Thierry Audin                  | PT                | 478          | 1,34         |             |             |  |
|                | Georgette Maujol               | AP                | 145          | 0,41         |             |             |  |
|                |                                |                   |              |              |             |             |  |
| Inscrits       | Inscrits                       | Inscrits          | 53 757       | 100,00       | 53 757      | 100,00      |  |
| Abstentions    | Abstentions                    | Abstentions       | 16 717       | 31,1         | 18 766      | 34,91       |  |
| Votants        | Votants                        | Votants           | 37 040       | 68,9         | 34 991      | 65,09       |  |
| Blancs et nuls | Blancs et nuls                 | Blancs et nuls    | 1 360        | 3,67         | 2 441       | 6,98        |  |
| Exprimés       | Exprimés                       | Exprimés          | 35 680       | 96,33        | 32 550      | 93,02       |  |

Le suppléant de Roland Nungesser était Pierre Aubry.

### Élections de 1997
| Candidat       | Candidat                     | Parti               | Premier tour | Premier tour | Second tour | Second tour |  |
| Candidat       | Candidat                     | Parti               | Voix         | %            | Voix        | %           |  |
| -------------- | ---------------------------- | ------------------- | ------------ | ------------ | ----------- | ----------- |  |
|                | Pierre Aubry élu             | Divers droite (RPR) | 6 801        | 20,07        | 20 828      | 59,22       |  |
|                | Anne-Marie Marty             | PRS                 | 6 571        | 19,39        | 14 343      | 40,78       |  |
|                | Jacques J. P. Martin         | diss. RPR           | 4 777        | 14,1         |             |             |  |
|                | Éric Fornal                  | FN                  | 4 074        | 12,02        |             |             |  |
|                | Christian Favier             | PCF                 | 3 342        | 9,86         |             |             |  |
|                | Estelle Debaecker            | Divers droite       | 3 139        | 9,26         |             |             |  |
|                | Loïc Le Guenedal             | Les Verts           | 1 321        | 3,9          |             |             |  |
|                | Philippe Desmoulins Lebeault | LDI (MPF)           | 934          | 2,76         |             |             |  |
|                | Serge Franceschina           | LO                  | 777          | 2,29         |             |             |  |
|                | Philippe Paillas             | GÉ                  | 732          | 2,16         |             |             |  |
|                | Michel Laval                 | MÉI                 | 671          | 1,98         |             |             |  |
|                | Véronique Daurensan          | US4J                | 411          | 1,21         |             |             |  |
|                | Jean-Claude Denis            | PT                  | 223          | 0,66         |             |             |  |
|                | Didier Heraud                | Extrême droite      | 110          | 0,32         |             |             |  |
|                | David Patrois                | Divers              | 0            | 0            |             |             |  |
|                |                              |                     |              |              |             |             |  |
| Inscrits       | Inscrits                     | Inscrits            | 52 131       | 100,00       | 52 130      | 100,00      |  |
| Abstentions    | Abstentions                  | Abstentions         | 17 093       | 32,79        | 15 257      | 29,27       |  |
| Votants        | Votants                      | Votants             | 35 038       | 67,21        | 36 873      | 70,73       |  |
| Blancs et nuls | Blancs et nuls               | Blancs et nuls      | 1 155        | 3,3          | 1 702       | 4,62        |  |
| Exprimés       | Exprimés                     | Exprimés            | 33 883       | 96,7         | 35 171      | 95,38       |  |

Le suppléant de Pierre Aubry était Olivier Échappé, magistrat, conseiller municipal de Nogent-sur-Marne.

### Élections de 2002
| Candidat       | Candidat                  | Parti                      | Premier tour | Premier tour | Second tour | Second tour |  |
| Candidat       | Candidat                  | Parti                      | Voix         | %            | Voix        | %           |  |
| -------------- | ------------------------- | -------------------------- | ------------ | ------------ | ----------- | ----------- |  |
|                | Marie-Anne Montchamp élue | UMP                        | 17 543       | 48,82        | 19 613      | 61,86       |  |
|                | Nadine Bogossian          | PS                         | 7 659        | 21,62        | 12 093      | 38,14       |  |
|                | Pierre Aubry sortant      | Divers droite (Maj. prés.) | 5 049        | 14,25        |             |             |  |
|                | Estelle Debaecker         | UDF                        | 3 295        | 9,3          |             |             |  |
|                | Françoise Cagniart        | FN                         | 2 692        | 7,6          |             |             |  |
|                | Geneviève Vidy            | PCF                        | 1 652        | 4,66         |             |             |  |
|                | Luc Gras                  | CNIP                       | 1 579        | 4,46         |             |             |  |
|                | Annie Lahmer              | LT-LNÉ                     | 1 250        | 3,53         |             |             |  |
|                | Jeannick Le Lagadec       | MNR                        | 502          | 1,42         |             |             |  |
|                | Christine Martin          | MÉI                        | 377          | 1,06         |             |             |  |
|                | Claude Rousset            | LO                         | 356          | 1,01         |             |             |  |
|                | Jean Luciani              | MNR                        | 252          | 1            |             |             |  |
|                | Dominique Jumeaux         | ÉD                         | 315          | 0,89         |             |             |  |
|                | Christophe Robichon       | Divers                     | 234          | 0,66         |             |             |  |
|                | Patrice Bonaimé           | Divers                     | 220          | 0,62         |             |             |  |
|                | Edith Santovecchio        | LO                         | 187          | 0,53         |             |             |  |
|                | Pascal Barut              | MPF                        | 183          | 0,52         |             |             |  |
|                | Sandra Ammour             | RPF                        | 146          | 0,41         |             |             |  |
|                | Laurent Garcia            | Divers écologiste          | 100          | 0,28         |             |             |  |
|                | Colette Losi              | CPNT                       | 45           | 0,13         |             |             |  |
|                | Autres candidats          | Divers                     | 45           | 0,13         |             |             |  |
|                |                           |                            |              |              |             |             |  |
| Inscrits       | Inscrits                  | Inscrits                   | 53 147       | 100,00       | 53 147      | 100,00      |  |
| Abstentions    | Abstentions               | Abstentions                | 17 312       | 32,57        | 20 328      | 38,25       |  |
| Votants        | Votants                   | Votants                    | 35 835       | 67,43        | 32 819      | 61,75       |  |
| Blancs et nuls | Blancs et nuls            | Blancs et nuls             | 414          | 1,16         | 1 113       | 3,39        |  |
| Exprimés       | Exprimés                  | Exprimés                   | 35 421       | 98,84        | 31 706      | 96,61       |  |

Le suppléant de Marie-Anne Montchamp était Olivier Dosne, de Joinville-le-Pont. Olivier Dosne remplaça Marie-Anne Montchamp, nommée membre du gouvernement, du 1er mai 2004 au 9 août 2005.

### Élections partielles de 2005
À la suite de la démission du député Olivier Dosne, des élections législatives partielles ont eu lieu les dimanches 25 septembre et 2 octobre 2005.
| Candidat       | Candidat                             | Parti          | Premier tour | Premier tour | Second tour | Second tour |  |
| Candidat       | Candidat                             | Parti          | Voix         | %            | Voix        | %           |  |
| -------------- | ------------------------------------ | -------------- | ------------ | ------------ | ----------- | ----------- |  |
|                | Marie-Anne Montchamp sortante réélue | UMP            | 5 185        | 40,47        | 7 337       | 59,77       |  |
|                | Nadine Bogossian                     | PS             | 2 303        | 17,98        | 4 938       | 40,23       |  |
|                | Geneviève Vidy                       | PCF            | 1 604        | 12,52        |             |             |  |
|                | Séverine de Compreignac              | UDF            | 1 399        | 10,92        |             |             |  |
|                | Annie Lahmer                         | Les Verts      | 1 100        | 8,59         |             |             |  |
|                | Sylvie Letellier                     | FN             | 974          | 7,6          |             |             |  |
|                | Gilles Ignacio                       | Divers gauche  | 181          | 1,41         |             |             |  |
|                | Philippe Valette                     | Divers droite  | 65           | 0,51         |             |             |  |
|                |                                      |                |              |              |             |             |  |
| Inscrits       | Inscrits                             | Inscrits       | 53 853       | 100,00       | 53 853      | 100,00      |  |
| Abstentions    | Abstentions                          | Abstentions    | 40 760       | 75,69        | 40 979      | 76,09       |  |
| Votants        | Votants                              | Votants        | 13 093       | 24,31        | 12 874      | 23,91       |  |
| Blancs et nuls | Blancs et nuls                       | Blancs et nuls | 282          | 2,15         | 599         | 4,65        |  |
| Exprimés       | Exprimés                             | Exprimés       | 12 811       | 97,85        | 12 275      | 95,35       |  |

### Élections de 2007
| Candidat       | Candidat                             | Parti          | Premier tour | Premier tour | Second tour | Second tour |  |
| Candidat       | Candidat                             | Parti          | Voix         | %            | Voix        | %           |  |
| -------------- | ------------------------------------ | -------------- | ------------ | ------------ | ----------- | ----------- |  |
|                | Marie-Anne Montchamp sortante réélue | UMP            | 17 543       | 48,82        | 18 595      | 58,45       |  |
|                | Monique Joubert                      | PS             | 6 785        | 18,88        | 13 221      | 41,55       |  |
|                | Séverine de Compreignac              | UDF–MoDem      | 5 320        | 14,81        |             |             |  |
|                | Geneviève Vidy                       | PCF            | 1 923        | 5,35         |             |             |  |
|                | Annie Lahmer                         | Les Verts      | 1 329        | 3,7          |             |             |  |
|                | Jocelyne Lavocat                     | FN             | 1 235        | 3,44         |             |             |  |
|                | Sylvette Minnaert                    | LCR            | 735          | 2,05         |             |             |  |
|                | Stéphane Salazar                     | LT-LNÉ         | 372          | 1,04         |             |             |  |
|                | Marie-Louise Mary                    | MNR            | 244          | 0,68         |             |             |  |
|                | Achille Birba                        | Divers         | 170          | 0,47         |             |             |  |
|                | Édith Gressler                       | LO             | 145          | 0,4          |             |             |  |
|                | Thierry Audin                        | PT             | 128          | 0,36         |             |             |  |
|                | Serge Giulieri                       | Divers         | 3            | 0,01         |             |             |  |
|                |                                      |                |              |              |             |             |  |
| Inscrits       | Inscrits                             | Inscrits       | 58 878       | 100,00       | 58 879      | 100,00      |  |
| Abstentions    | Abstentions                          | Abstentions    | 22 535       | 38,27        | 26 131      | 44,38       |  |
| Votants        | Votants                              | Votants        | 36 343       | 61,73        | 32 748      | 55,62       |  |
| Blancs et nuls | Blancs et nuls                       | Blancs et nuls | 411          | 1,13         | 932         | 2,85        |  |
| Exprimés       | Exprimés                             | Exprimés       | 35 932       | 98,87        | 31 816      | 97,15       |  |

### Élections de 2012
| Candidat       | Candidat                    | Parti          | Premier tour | Premier tour | Second tour | Second tour |  |
| Candidat       | Candidat                    | Parti          | Voix         | %            | Voix        | %           |  |
| -------------- | --------------------------- | -------------- | ------------ | ------------ | ----------- | ----------- |  |
|                | Jean-Jacques Bridey élu     | PS             | 13 101       | 36,14        | 18 986      | 54,83       |  |
|                | Richard Dell'Agnola sortant | UMP            | 11 942       | 32,94        | 15 643      | 45,17       |  |
|                | Christian Hervy             | FG (PCF)       | 3 710        | 10,23        |             |             |  |
|                | Jeannine Viaud              | FN             | 3 423        | 9,44         |             |             |  |
|                | Marie Leclerc-Bruant        | EÉLV           | 1 602        | 4,42         |             |             |  |
|                | Pascal Provent              | MoDem          | 863          | 2,38         |             |             |  |
|                | Almamy Kanouté              | Divers gauche  | 812          | 2,24         |             |             |  |
|                | Daniel Bécot                | AÉI            | 224          | 0,62         |             |             |  |
|                | Jean Lony                   | Sans étiquette | 163          | 0,45         |             |             |  |
|                | Bouchra Diny                | LO             | 145          | 0,40         |             |             |  |
|                | Guy Delecray                | POI            | 137          | 0,38         |             |             |  |
|                | Joachim Coqblin             | NPA            | 130          | 0,36         |             |             |  |
|                |                             |                |              |              |             |             |  |
| Inscrits       | Inscrits                    | Inscrits       | 63 662       | 100,00       | 63 664      | 100,00      |  |
| Abstentions    | Abstentions                 | Abstentions    | 27 035       | 42,47        | 28 154      | 44,22       |  |
| Votants        | Votants                     | Votants        | 36 627       | 57,53        | 35 510      | 55,78       |  |
| Blancs et nuls | Blancs et nuls              | Blancs et nuls | 375          | 1,02         | 881         | 2,48        |  |
| Exprimés       | Exprimés                    | Exprimés       | 36 252       | 98,98        | 34 629      | 97,52       |  |

### Élections de 2017
|                                                                              | |                           |                           |                          |                          |
|                                                                              | | Premier tour 11 juin 2017 | Premier tour 11 juin 2017 | Second tour 18 juin 2017 | Second tour 18 juin 2017 |
|                                                                              | |                           |                           |                          |                          |
|                                                                              | | Nombre                    | % des inscrits            | Nombre                   | % des inscrits           |
| Inscrits                                                                     | Inscrits | 65 556                    | 100,00                    | 65 556                   | 100,00                   |
| Abstentions                                                                  | Abstentions                                                                                                   | 34 169                    | 52,12                     | 39 574                   | 60,37                    |
| Votants                                                                      | Votants | 31 387                    | 47,88                     | 25 982                   | 39,63                    |
|                                                                              | |                           | % des votants             |                          | % des votants            |
| Bulletins blancs                                                             | Bulletins blancs                                                                                              | 409                       | 1,30                      | 2 091                    | 8,05                     |
| Bulletins nuls                                                               | Bulletins nuls                                                                                                | 161                       | 0,51                      | 855                      | 3,29                     |
| Suffrages exprimés                                                           | Suffrages exprimés                                                                                            | 30 817                    | 98,18                     | 23 036                   | 88,66                    |
|                                                                              | |                           |                           |                          |                          |
| Candidat Étiquette politique (partis et alliances)                           | Candidat Étiquette politique (partis et alliances)                                                            | Voix                      | % des exprimés            | Voix                     | % des exprimés           |
|                                                                              | |                           |                           |                          |                          |
|                                                                              | Jean-Jacques Bridey (député sortant) La République en marche                                                  | 11 451                    | 37,16                     | 12 141                   | 52,70                    |
|                                                                              | Vincent Jeanbrun Les Républicains (Union des démocrates et indépendants)                                      | 6 923                     | 22,46                     | 10 895                   | 47,30                    |
|                                                                              | Nora Lamraoui Boudon Parti communiste français                                                                | 5 070                     | 16,45                     |                          |                          |
|                                                                              | Karine Haccart Front national                                                                                 | 2 297                     | 7,45                      |                          |                          |
|                                                                              | Marie Leclerc-Bruant Europe Écologie Les Verts                                                                | 2 212                     | 7,18                      |                          |                          |
|                                                                              | Jean-Jacques Um Parti socialiste (Union des démocrates et des écologistes - Mouvement républicain et citoyen) | 1 567                     | 5,08                      |                          |                          |
|                                                                              | Sylvie Chenault Debout la France                                                                              | 533                       | 1,73                      |                          |                          |
|                                                                              | Bouchra Diny Lutte ouvrière                                                                                   | 320                       | 1,04                      |                          |                          |
|                                                                              | Hélène Delécole Divers (Union populaire républicaine)                                                         | 280                       | 0,91                      |                          |                          |
|                                                                              | Georges Kibong-Amira Divers droite (Union des démocrates et indépendants diss.)                               | 164                       | 0,53                      |                          |                          |
|                                                                              | Anaïs Ollié Divers droite                                                                                     | 0                         | 0,00                      |                          |                          |
| Source : Ministère de l'Intérieur - Septième circonscription du Val-de-Marne | |                           |                           |                          |                          |

### Élections de 2022
|                                                    |                                                                                |                           |                           |                          |                          |
|                                                    |                                                                                | Premier tour 12 juin 2022 | Premier tour 12 juin 2022 | Second tour 19 juin 2022 | Second tour 19 juin 2022 |
|                                                    |                                                                                |                           |                           |                          |                          |
|                                                    |                                                                                | Nombre                    | % des inscrits            | Nombre                   | % des inscrits           |
| Inscrits                                           | Inscrits                                                                       | 66 243                    | 100                       | 66 273                   | 100                      |
| Abstentions                                        | Abstentions                                                                    | 35 554                    | 53,67                     | 35 562                   | 53,66                    |
| Votants                                            | Votants                                                                        | 30 689                    | 46,33                     | 30 711                   | 46,34                    |
|                                                    |                                                                                |                           | % des votants             |                          | % des votants            |
| Bulletins blancs                                   | Bulletins blancs                                                               | 436                       | 1,42                      | 1 152                    | 3,75                     |
| Bulletins nuls                                     | Bulletins nuls                                                                 | 158                       | 0,51                      | 410                      | 1,34                     |
| Suffrages exprimés                                 | Suffrages exprimés                                                             | 30 095                    | 98,06                     | 29 149                   | 94,91                    |
|                                                    |                                                                                |                           |                           |                          |                          |
| Candidat Étiquette politique (partis et alliances) | Candidat Étiquette politique (partis et alliances)                             | Voix                      | % des exprimés            | Voix                     | % des exprimés           |
|                                                    |                                                                                |                           |                           |                          |                          |
|                                                    | Rachel Keke Nouvelle Union populaire écologique et sociale La France insoumise | 11 200                    | 37,22                     | 14 663                   | 50,30                    |
|                                                    | Roxana Maracineanu Ensemble                                                    | 7 153                     | 23,77                     | 14 486                   | 49,70                    |
|                                                    | Vincent Jeanbrun Les Républicains                                              | 5 514                     | 18,32                     |                          |                          |
|                                                    | Ugo Iannuzzi Rassemblement national                                            | 2 846                     | 9,49                      |                          |                          |
|                                                    | Noël Nadal Reconquête                                                          | 1 125                     | 3,74                      |                          |                          |
|                                                    | El-Mehdi Lemaanni La République en marche diss.                                | 1 100                     | 3,66                      |                          |                          |
|                                                    | Pascale Corbin Parti animaliste                                                | 690                       | 2,29                      |                          |                          |
|                                                    | Claire Maury Lutte ouvrière                                                    | 448                       | 1,49                      |                          |                          |
|                                                    | Gaëlle Debbache Parti pirate                                                   | 9                         | 0,03                      |                          |                          |

### Élections de 2024
| Candidat      | Candidat              | Parti et coalition | Nuance        | Premier tour | Premier tour | Second tour | Second tour |
| Candidat      | Candidat              | Parti et coalition | Nuance        | Voix         | %            | Voix        | %           |
| ------------- | --------------------- | ------------------ | ------------- | ------------ | ------------ | ----------- | ----------- |
|               | Rachel Keke           | LFI (NFP)          | UG            | 18 736       | 43,65        | 20 088      | 49,33       |
|               | Vincent Jeanbrun      | LR                 | LR            | 14 869       | 34,64        | 20 633      | 50,67       |
|               | Claude Lédion         | RN                 | RN            | 8 111        | 18,49        |             |             |
|               | Claire Maury          | LO                 | EXG           | 623          | 1,45         |             |             |
|               | Florence de la Ruelle | REC                | REC           | 493          | 1,15         |             |             |
|               | Rachel Castin         | EXD                | EXD           | 95           | 0,22         |             |             |
|               |                       |                    |               |              |              |             |             |
| Votes valides | Votes valides         | Votes valides      | Votes valides | 42 927       | 64,27        | 40 721      | 96.16       |
| Votes blancs  | Votes blancs          | Votes blancs       | Votes blancs  | 716          | 1,07         | 1 239       | 2.93        |
| Votes nuls    | Votes nuls            | Votes nuls         | Votes nuls    | 278          | 0,42         | 387         | 0.91        |
| Total         | Total                 | Total              | Total         | 43 921       | 100          | 42 347      | 100         |
| Abstention    | Abstention            | Abstention         | Abstention    | 22 869       | 34,24        | 24 464      | 36.62       |
| Inscrits      | Inscrits              | Inscrits           | Inscrits      | 66 790       | 65.76        | 66 811      | 63.38       |

#### Département du Val-de-Marne
- La fiche de l'INSEE de cette circonscription : « Tableaux et Analyses de la septième circonscription du Val-de-Marne », sur insee.fr, site de l'Institut national de la statistique et des études économiques (consulté le 10 juin 2007) [PDF]

- « Tous les députés du département du Val-de-Marne depuis 1789 » [archive du 30 septembre 2007], sur assemblee-nationale.fr, site de l'Assemblée nationale française (consulté le 10 juin 2007)

- « Informations contentieuses sur le département du Val-de-Marne (Élections législatives de 2002) »(Archive.org • Wikiwix • Archive.is • Google • Que faire ?), sur conseil-constitutionnel.fr, site du Conseil constitutionnel (consulté le 13 juin 2007)

#### Circonscriptions en France
- « Carte des circonscriptions législatives en France », sur assemblee-nationale.fr, site de l'Assemblée nationale française (consulté le 10 juin 2007)

- « Résultats électoraux officiels en France »(Archive.org • Wikiwix • Archive.is • Google • Que faire ?), sur interieur.gouv.fr, site du ministère de l'Intérieur (France) (consulté le 13 juin 2007)

- Description et Atlas des circonscriptions électorales de France sur http://www.atlaspol.com, Atlaspol, site de cartographie géopolitique, consulté le 13 juin 2007.